# Sredisjte
Sredisjte (bulgariska: Средище) är ett distrikt i Bulgarien.   Det ligger i kommunen Obsjtina Kajnardzja och regionen Silistra, i den nordöstra delen av landet, 400 km öster om huvudstaden Sofia.
Trakten runt Sredisjte består till största delen av jordbruksmark. Runt Sredisjte är det ganska glesbefolkat, med 36 invånare per kvadratkilometer.